# Farouk Grewing
Farouk F. Grewing (* 22. August 1968 in Lübeck) ist ein deutscher Klassischer Philologe.

## Leben
Nach dem Studium der Klassischen Philologie und Germanistik in Göttingen und von 1992 bis 1993 in Oxford als Forschungsstipendiat des Deutschen Akademischen Austauschdienstes wurde er 1996 in Göttingen promoviert. Für seine Dissertation erhielt er 1997 den Bruno-Snell-Preis. Anschließend wurde er wissenschaftlicher Assistent am Institut für Altertumskunde der Universität zu Köln. 
Ein Feodor-Lynen-Forschungsstipendium der Alexander von Humboldt-Stiftung ermöglichte ihm ab 2000 einen Aufenthalt als Visiting Lecturer am Department of the Classics der Harvard University und als Visiting Assistant Professor an der Boston University. 2004 wurde er Assistant Professor of Greek and Latin am Department of Classical Studies der University of Michigan. Nach seiner Rückkehr 2005 wurde er Lehrer an einem Privatgymnasium in Bonn und war von August 2007 bis zum Sommersemester 2015 Professor für Klassische Philologie (Latinistik) am Institut für Klassische Philologie, Mittel- und Neulatein der Universität Wien. Seit 2016 ist er als wissenschaftlicher Mitarbeiter an der Universität Leipzig tätig, wo er eine Edition der Carmina Priapea samt interpretierendem Kommentar vorbereitet.
Seine Forschungsschwerpunkte sind die römische Poesie der Kaiserzeit, griechische und römische Epigrammatik, Poetik, antike Sprachwissenschaft sowie Literaturtheorie in der Klassischen Philologie.

## Schriften
Als Autor
- Martial, Buch VI: Ein Kommentar (= Hypomnemata. Heft 115). Vandenhoeck und Ruprecht, Göttingen 1997, ISBN 3-525-25212-9 (Dissertation, Universität Göttingen, 1996).
- Lateinische Grammatik und Stilistik in der Renaissance: Zu Adriano Castellesi, De sermone Latino et modis Latine loquendi (= Bochumer altertumswissenschaftliches Colloquium. Band 45). Wissenschaftlicher Verlag, Trier 1999, ISBN 3-88476-373-3.
- The Poetics and Metapoetics of Carnivalesque Poetry: A Study of Saturnalian Literature in Rome (Part I). K.G. Saur Verlag, München 2004.

Als Herausgeber
- Toto notus in orbe: Perspektiven der Martial-Interpretation (= Palingenesia. Band  65). Steiner, Stuttgart 1998, ISBN 3-515-07381-7 (Aufsatzband; Rezension von Hans Peter Obermayer, München 2000).
- mit Benjamin Acosta-Hughes, Alexander Kirichenko: The Door Ajar. False Closure in Greek and Roman Literature and Art (= Bibliothek der klassischen Altertumswissenschaften. 2. Reihe, Neue Folge, Band  132). Winter, Heidelberg 2013, ISBN 978-3-8253-5697-2.